# R Coronae Borealis
R Coronae Borealis (R CrB) – gwiazda zmienna wybuchowa w gwiazdozbiorze Korony Północnej. Odkrył ją Edward Pigott w 1795 roku.

## Charakterystyka fizyczna
R Coronae Borealis jest prototypem bardzo rzadkiej grupy gwiazd zmiennych typu RCB. Charakteryzują się one niską zawartością wodoru i wysoką zawartością węgla. Są nadolbrzymami należącymi do typów widmowych F i G. Zmienność tego typu gwiazd jest specyficzna, przez długi czas (rzędu kilku lat) ich jasność pozostaje stała, co jakiś czas obserwuje się znaczne jej osłabienia (o 1-9 wielkości gwiazdowych). Minima te pojawiają się nieregularnie, a czas ich trwania wynosi od kilku tygodni do ponad roku. Istnieją dwie teorie tych zmian. Według jednej R CrB jest zasłaniana przez krążący wokół niej obłok pyłowy, według drugiej R CrB wyrzuca materię, która z kolei blokuje światło emitowane przez gwiazdę, zanim się od niej oddali. W okresie minimum gwiazdy typu RCB mają charakterystyczne dla gwiazd węglowych typy widmowe R lub C.
U gwiazd typu RCB obserwuje się również mniejsze pulsacje o okresie 30 – 100 dni i amplitudzie rzędu kilku dziesiątych wielkości gwiazdowej.
Jasność samej R Coronae Borealis wynosi od 5,85m do 14,8m. Gwiazda znajduje się w odległości około 4566 lat świetlnych od Ziemi. Jest żółtym nadolbrzymem, a jej typ widmowy (poza okresem minimum) określa się jako G0Iep. Ostatnie większe minima gwiazda osiągnęła w latach 1995-1996 i 1999-2000. Okres mniejszych pulsacji gwiazdy wynosi ok. 44 dni.